# 帕曲妥单抗
帕曲妥单抗（INN：Patritumab）是一种人单克隆抗体，设计用于治疗非小细胞肺癌。它充当免疫调节剂。

## 临床试验
它正在进行针对头颈部鳞状细胞癌的二期临床试验。
它将被纳入I-SPY 2乳腺癌试验的新组中。